# Gentianella dissitifolia
Gentianella dissitifolia är en gentianaväxtart som först beskrevs av August Heinrich Rudolf Grisebach, och fick sitt nu gällande namn av J.L. Zarucchi. Gentianella dissitifolia ingår i släktet gentianellor, och familjen gentianaväxter. Inga underarter finns listade i Catalogue of Life.